# Domstolsaktivism
Domstolsaktivism (även kallad juridisk aktivism eller judiciell aktivism, från engelskans Judicial activism) är en beteckning på den rättsfilosofiska inställningen att domstolar och domare kan och bör gå utanför det bokstavliga innehållet i lagar och ta hänsyn till bredare samhällskonsekvenser när de kommer fram till domslut. Ett annat sätt att uttrycka det är att domstolarna kan använda en bredare uppsättning rättskällor eller förhålla sig friare till lagtexten och förarbeten som rättskällor. Begreppet används ofta som en nedsättande beteckning eller ett skällsord som indikerar att domare har dömt efter egna politiska åsikter eller andra personliga preferenser snarare än efter lagens innehåll. Begreppet syftar i första hand på domslut i överrätt, som ofta får prejudicerande verkan. Domstolsaktivism som företeelse har nära kopplingar till lagtolkning och maktdelningsprincipen.
Begreppet är särskilt vanligen förekommande i USA.

## USA
USA utmärker sig genom kombinationen av ett angloamerikanskt rättssystem (engelska: Common law), som i många avseenden ger prejudikat och tidigare rättsfall en tyngre roll än vad som är fallet i kontinentaleuropeisk rätt, och en stark roll för konstitutionen från 1787 (med tillägg från 1791-1992) och dess uttolkning. Detta innebär sammantaget att domslut i USA:s federala domstolar har stor betydelse, särskilt de i högsta domstolen men även de i de 13 appellationsdomstolarna (engelska: United States Court of Appeals).
Begreppet judicial activism infördes av Arthur M. Schlesinger i en artikel om USA:s högsta domstol i Fortune i januari 1947. Fenomenet med politiserade domslut i federala domstolar uppmärksammades dock långt tidigare i USA. Bland annat ondgjorde sig Thomas Jefferson (president 1801–1809) över federalistiska domares "despotiska beteende", särskilt John Marshall, som var chefsdomare i Högsta domstolen 1801–1835.
Under senare decennier har det varit vanligast att republikaner har anklagat federala domare för att vara aktivister med en liberal agenda. Även anklagelser från demokrater har förekommit, då ofta att domare utsedda av republikanska presidenter är lojala mot beslut av republikanska politiker.
Exempel på domslut i Högsta domstolen som betecknats som domstolsaktivism är:
- Brown mot skolstyrelsen (1954), gällande segregation mellan vita och svarta elever i skolor.
- Roe mot Wade (1973), gällande fri abort som en del av rätten till privatliv.
- Bush mot Gore (2000), gällande omräkning av röster i Florida i samband med det jämna presidentvalet 2000.
- Obergefell mot Hodges (2015), gällande samkönade pars rätt att gifta sig.

## Sverige
I Sverige skrev hovrättspresidenten Fredrik Wersäll 2014 en artikel där han framförde åsikten att den svenska Högsta domstolen blivit mer aktivistisk under senare år, särskilt inom straffrätten, och uppmanade domstolen att ha en mer försiktig hållning. Några av de domslut som togs upp var två mål gällande narkotikabrott 2011 och 2012 (med sänkt straffvärde för grövre narkotikabrott till följd, trots en pågående statlig utredning som skulle se över detta), Mangamålet 2012 (gällande om mangateckningar skulle kunna betraktas som barnpornografi) och skattetilläggsdomen 2013 (gällande  att skattebrott inte kan utdömas om den dömde tidigare fått skattetillägg, enligt principen ne bis in idem) och ett resningsbeslut kopplat till detta mål.
Detta ledde till en debatt i juristkretsar, där många menade att utvecklingen var en anpassning till en förändrad roll för domstolarna efter Sveriges inträde i Europeiska unionen, och den ökande påverkan från unionsrätten.